# Mistrzostwa Oceanii w Judo 1996
15. Mistrzostwa Oceanii w judo odbywały się w dniach 2–3 czerwca 1996 roku w Wellington. W tabeli medalowej tryumfowali zapaśnicy z Australii.

## Klasyfikacja medalowa
| Miejsce | Państwo       |    |    |    | Razem |
| ------- | ------------- | -- | -- | -- | ----- |
| 1       | Australia     | 14 | 15 | 8  | 37    |
| 2       | Nowa Zelandia | 1  | 1  | 9  | 11    |
| 3       | Fidżi         | 1  | 0  | 1  | 2     |
| Razem   | Razem         | 16 | 16 | 18 | 50    |

## Medaliści

### Mężczyźni
| Konkurencja: | Złoto:             | Srebro:         | Brąz:                     |
| −60 kg       | Brian Power        | Colin Gibbons   | Ben Pilley                |
| −65 kg       | Darren Fagan       | Tom Hill        | ----                      |
| −71 kg       | Danny Fagan        | Robert Maurency | Tihema Waenga             |
| −78 kg       | Gábor Szabó        | Steven Hill     | Nick Bernyck              |
| −86 kg       | Gavin Kelly        | David Wilkinson | Chris Palmer Robert Levy  |
| −95 kg       | Robert Ivers       | Peter Swan      | Nacanieli Qerewaqa        |
| ponad 95 kg  | Wayne Watson       | David Cordery   | Miklós Szabó              |
| Open         | Nacanieli Qerewaqa | Steven Hill     | Gareth Knight Robert Levy |

### Kobiety
| Konkurencja: | Złoto:               | Srebro:        | Brąz:                        |
| −48 kg       | Tina Kirkman         | Tammy Acciari  | Julia Serrano                |
| −52 kg       | Cathy Grainger-Brain | Angela Raguz   | Rebecca Sullivan             |
| −56 kg       | Narelle Hill         | Jadranka Raguz | Yvonne Mitchell              |
| −61 kg       | Lara Sullivan        | Angela Deacon  | Kylie Koenig                 |
| −66 kg       | Catherine Arlove     | Carly Dixon    | Mary Warren                  |
| −72 kg       | Natalie Galea        | Rebecca Smith  | Elinore Stallworthy          |
| ponad 72 kg  | Heidi Burnett        | Francis Albrew | Caroline Curren              |
| Open         | Carly Dixon          | Angela Deacon  | Natasha Forgeson Mary Warren |